# Marilyn Strathern
Dame Ann Marilyn Strathern (6 marzo 1941) è un'antropologa britannica.

## Biografia
Nata da Eric Evans e Joyce Evans il 6 marzo 1941 a Bromley Kent nel Galles settentrionale (all'anagrafe Ann Marilyn Evans), nel 1960 si iscrive al Girton College per studiarvi archeologia e antropologia. Fu la lettura di Rousseau ad indirizzarla verso l'antropologia. Il Girton era uno dei due college che ammettevano studenti di sesso femminile, ed era in quello stesso College che la madre di Marylin Strathern aveva studiato negli anni trenta. Ottiene in seguito il suo dottorato nel 1968. Ottiene quindi dei posti all'Australian National University a Canberra e all'Università della California (Berkeley). Torna quindi a Girton negli anni settanta, e diventa un fellow, fino a quando non ottiene un posto di professore di antropologia sociale all'Università di Manchester. Torna quindi a Cambridge nel 1993 dove resta fino al 2008. Ha sposato l'antropologo Andrew Strathern nel 1965 da cui ha avuto tre figli, prima della fine dell'unione. Nel 2018 le viene attribuito il Premio Balzan per l'antropologia sociale con questa motivazione: "Per il carattere profondamente innovativo dei suoi contributi all’antropologia sociale e culturale, in particolare per la sua critica alla visione occidentale del genere e della parità, e per la collegata analisi del modo in cui i concetti che ci sono familiari operano in modo differente in contesti differenti"

## Ricerche
A partire dalla sua tesi di dottorato, pubblicata nel 1972 e intitolata Women in Between fino alle pubblicazioni più recenti, Strathern si è sempre confrontata con la definizione e la costruzione sociale delle norme di genere. In Self-Interest and the Social Good: Some Implications of Hagen Gender Imagery (1981), Strathern scrive che “l'immaginario di genere è un meccanismo simbolico in cui interessi "collettivi" e "personali" sono fatti in modo da sembrare di ordine differente" Strathern ha passato molto tempo tra la popolazione degli Hagen in Papua Nuova Guinea. Qui ha sviluppato uno dei suoi temi prediletti, il fatto che il mondo sia ontologicamente multiplo. Il mondo è fatto di parti riconoscibili, ma queste parti non sono separate le une dalle altre. Strathern parla di realtà multiple costruite socialmente che esistono indipendentemente le une dalle altre.

## Pubblicazioni (selezione)
- con Andrew Strathern, Self-decoration in Mount Hagen, Londres: Duckworth, 1971.
- Women in between: female roles in a male world: Mount Hagen, New Guinea, Londres, New York: Seminar Press, 1972.
- Official and unofficial courts: legal assumptions and expectations in a highlands community, New Guinea Research Unit, Australian National University, [1972].
- No money on our skins: Hagen migrants in Port Moresby, Port Moresby: New Guinea Research Unit, Australian National University, 1975.
- con Carol P. MacCormack (ed.), Nature, culture and gender, Cambridge: Cambridge University Press, 1980.
- Kinship at the core: an anthropology of Elmdon, a village in north-west Essex in the nineteen sixties, with a foreword by Audrey Richards and an epilogue by Frances Oxford, Cambridge: Cambridge University Press, 1981.
- (ed.), Dealing with inequality : analysing gender relations in Melanesia and beyond, essays by members of the 1983/1984 Anthropological Research Group at the Research School of Pacific Studies, The Australian National University, Cambridge: Cambridge University Press, 1987.
- The gender of the gift : problems with women and problems with society in Melanesia, Berkeley; Londres: University of California Press, 1988.
- avec Maurice Godelier (éd.), Big men and great men : personifications of power in Melanesia, Cambridge: Cambridge University Press; Paris: Éditions de la Maison des sciences de l'homme, 1991.
- Partial connections, Savage, Md: Rowman & Littlefield Publishers, 1991.
- After nature: English kinship in the late twentieth century, Cambridge: Cambridge University Press, 1992.
- Reproducing the future: essays on anthropology, kinship and the new reproductive technologies, Manchester: Manchester University Press, 1992.
- New certainties for old? The case of an enabling technology, Lancaster: Centre for the Study of Cultural Values, 1994.
- The relation: issues in complexity and scale, Cambridge: Prickly Pear Press, 1995.
- (ed.), Shifting contexts : transformations in anthropological knowledge, Londres: Routledge, 1995.
- Property, substance and effect : anthropological essays on persons and things, Londres: Athlone, 1999.
- (ed.), Audit cultures: anthropological studies in accountability, ethics, and the academy, Londres: Routledge, 2000.
- Commons and borderlands: working papers on interdisciplinarity, accountability and the flow of knowledge, Wantage: Sean Kingston, 2004.
- con Eric Hirsch (éd.), Transactions and creations: property debates and the stimulus of Melanesia, New York; Oxford: Berghahn Books, 2004.
- Partial connections, Walnut Creek, CA: AltaMira Press, 2004. (Updated ed.)
- Kinship, law and the unexpected: relatives are always a surprise, New York; Cambridge: Cambridge University Press, 2005.